# 螺旋虫囊菌属
螺旋虫囊菌属（学名：Cochliomyces）是真角虫囊菌科的一属。

## 下属物种
本属包括以下物种：
- 阿根廷螺旋虫囊菌 Cochliomyces argentinensis Speg.
- Cochliomyces trinitatis Thaxter